# Eupyra pinocha
Eupyra pinocha är en fjärilsart som beskrevs av Paul Dognin 1897. Eupyra pinocha ingår i släktet Eupyra och familjen björnspinnare. Inga underarter finns listade i Catalogue of Life.